# Ferrovia Štrba-Štrbské Pleso
La ferrovia Štrba–Štrbské Pleso (o Linea 182, secondo la numerazione slovacca) è una breve linea a scartamento metrico a cremagliera della regione degli Alti Tatra, in Slovacchia. La ferrovia, a trazione elettrica, è a carattere turistico; ha origine nella stazione di Štrba, sulla linea Košice–Bohumín, e termina a Štrbské Pleso sul lago omonimo, in una stazione comune con la ferrovia elettrica dei Tatra. La ferrovia, dismessa nel 1940, è stata ricostruita e riaperta in occasione dei Campionati mondiali di sci nordico 1970.

## Storia
La nascita della ferrovia è connessa con lo sviluppo turistico del comprensorio che portò alla costruzione di collegamenti ferroviari già negli anni settanta del XIX secolo. Nel 1871 venne completata la ferrovia Kassa–Oderberg e ben presto, sotto la guida di Emil Várnai, fu sviluppato un progetto di ferrovia a scartamento metrico per connettere Strbske Pleso alla stazione di Štrba, la cui licenza di costruzione venne concessa nell'estate del 1895 dal Ministero del Commercio austro-ungherese.
Per l'esercizio la concessionaria Ks.Od. fondò la Csorbatoi Fogaskerekü Vasut che il 30 luglio 1896 apriva la linea con trazione a vapore e operante solo durante la stagione estiva, da giugno a settembre, e nella stagione sciistica invernale. Per sei mesi l'anno veniva chiusa all'esercizio.
A partire dagli anni venti si cominciò a far sentire la concorrenza del traffico automobilistico e aumentando le difficoltà economiche nel 1924 la linea venne rilevata dalle Ferrovie dello Stato cecoslovacco (ČSD) ma il 14 settembre 1932 l'esercizio venne sospeso. L'11 dicembre 1936 fu revocata la licenza e nel 1940 la linea venne smantellata.
Nel 1968, in preparazione dei Campionati mondiali di sci nordico 1970 che si tenevano a Štrbské Pleso, venne intrapresa la ricostruzione della ferrovia; due terzi del percorso furono utilizzati procedendo solo ad una rettifica del rimanente tracciato. La stazione di Štrbské Pleso fu ricostruita in comune con la ferrovia elettrica dei Tatra. Alla stazione Štrba fu costruita una nuova zona partenze attrezzata per i treni a cremagliera. Infine la linea venne elettrificata a corrente continua a 1500 volt, alla stessa tensione utilizzata dalla ferrovia dei Tatra. Il 12 febbraio 1970 ebbe inizio il servizio sulla linea ricostruita.

## Caratteristiche
- Scartamento: 1000 mm
- Tipo di cremagliera: Riggenbach
- Lunghezza totale: 4,75 km
- Lunghezza del tratto a cremagliera: 4,05 km
- Pendenza media: 127‰
- Dislivello superato: 444 m

### Percorso

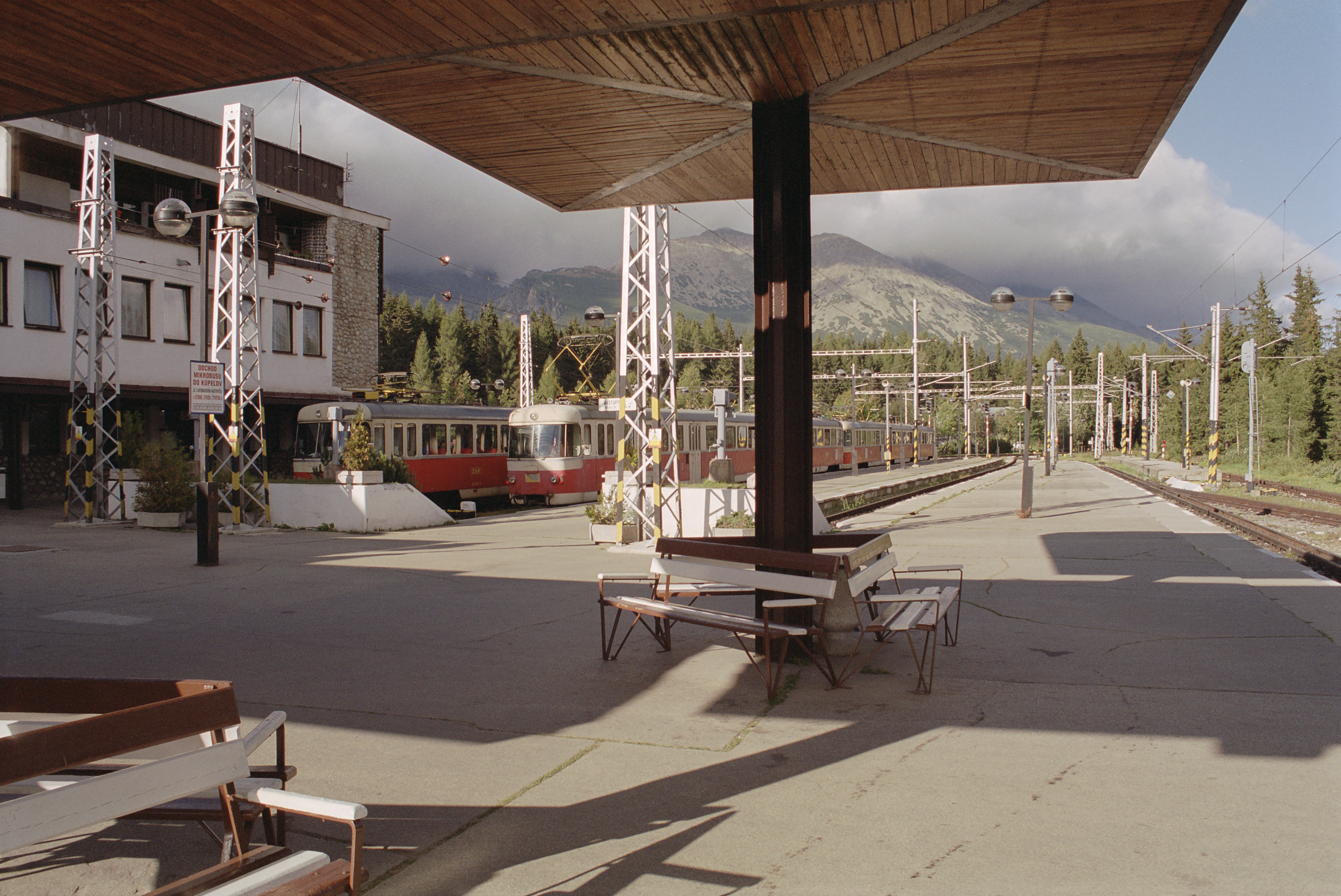
Stazione di Štrbské Pleso; sulla destra i binari di partenza a cremagliera

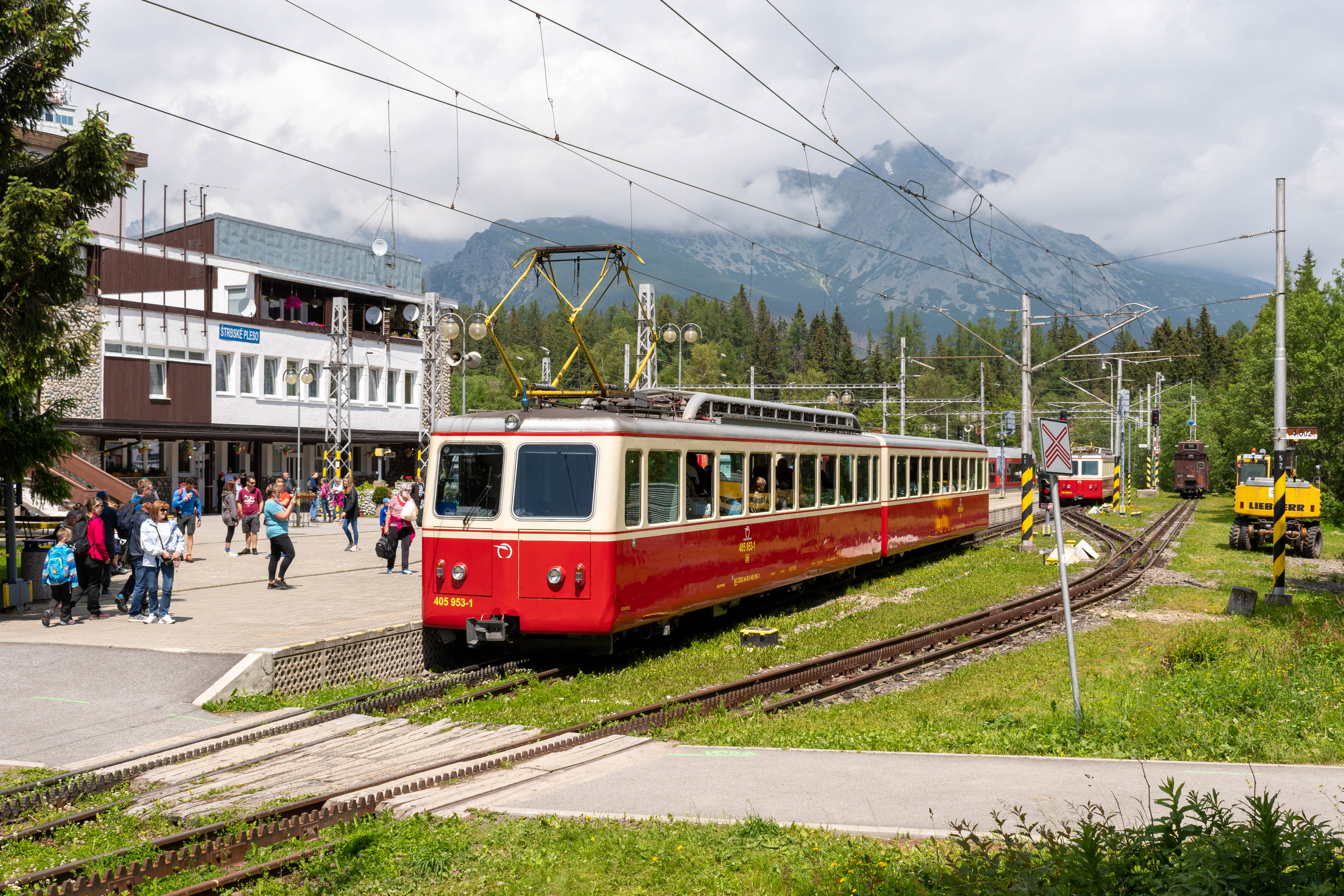
Elettromotrici a cremagliera in partenza da Štrbské Pleso

| Head station |

| Unknown route-map component "STRo" |

| Stop on track |

| Small arched bridge |

| Straight track |

| Station on track |

| Straight track |

## Materiale rotabile

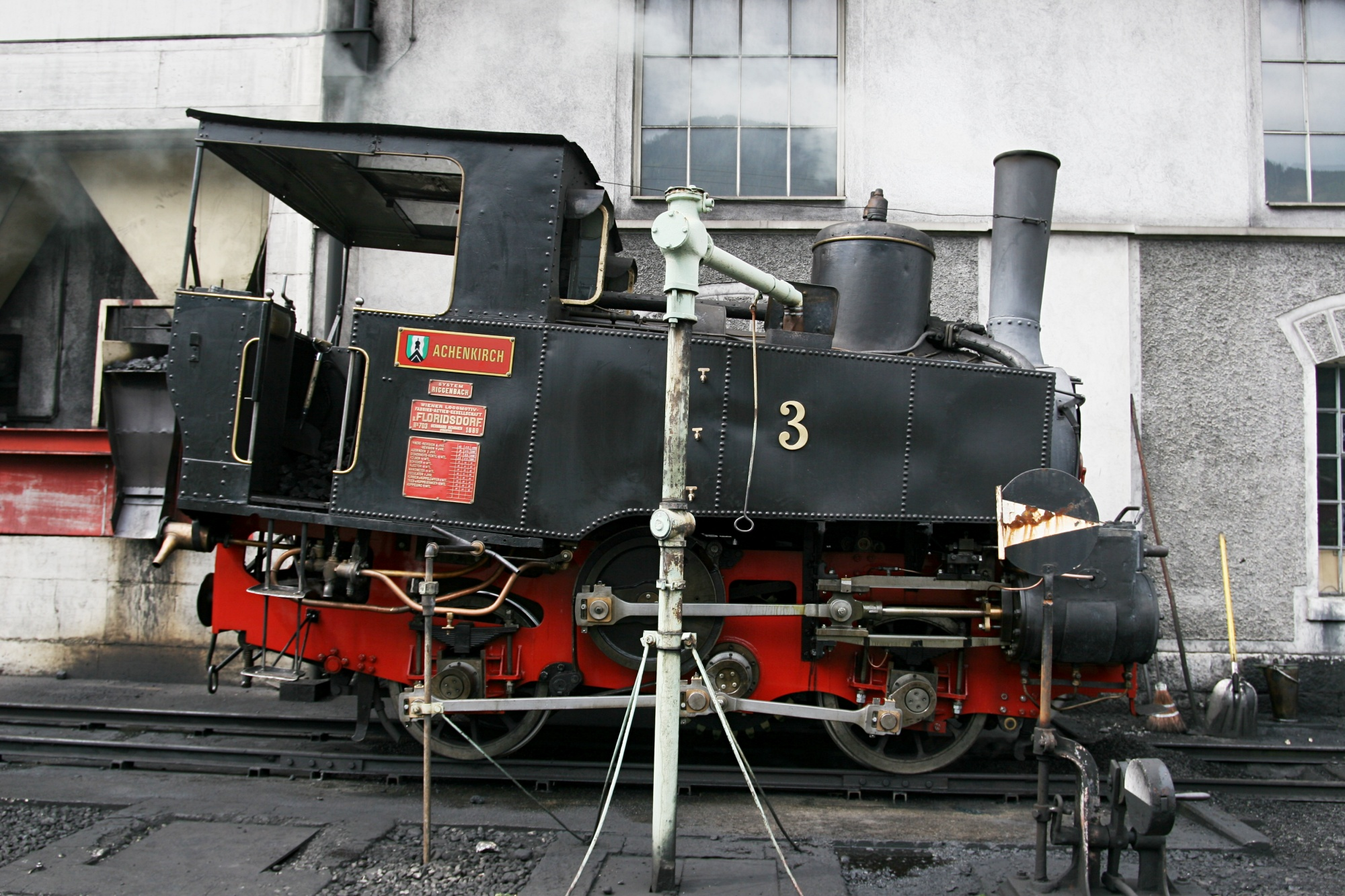
Locomotive del tipo usato sulla ferrovia prima della chiusura

- 2 locomotive a vapore di fabbricazione austriaca Floridsdorf del 1896 (numero di fabbrica 1012 e 1013) sotto la gestione ČSD classificate U 29.001 e U 29.002. Le due locomotive erano dello stesso tipo di quelle ancor oggi funzionanti sulla Ferrovia dell'Achensee.
- Tre nuovi treni a cremagliera costruiti dalla SLM di Winterthur.